# 慶栄寺
慶栄寺（けいえいじ）は愛知県名古屋市西区にある真宗大谷派の寺院。山号は阿原山。本尊は阿弥陀如来立像。

## 由緒
永正元年（1504年）、春日院善正によって美濃国多芸郡に創建されたが、後に尾張国春日井郡の阿原村（現・清須市）に移転した。なお、阿原村で創建されたとする説もある。清洲越しの後に名古屋の皆戸町（現・中区丸の内一丁目）に移ったとされるが、移転年度については寺伝の慶安2年（1649年）のほか、慶長15年から18年（1610年 - 1613年）、3世寿玄の時代（1582年 - 1671年）などこれも複数の説がある。
元禄13年（1700年）の大火で焼失。再建されたが享保9年（1724年）5月13日の大火で再び被害を受けたことから、同年12月に圓頓寺筋に面した現在地に移転。元文元年（1736年）から寛保元年（1741年）にかけて本堂を再建した。
9世義諦は京都・東山から松涛庵を移築するなど複数の堂を建てた。10世了義は藩主徳川慶勝との繋がりが深く、嘉永2年（1849年）に鐘楼堂を再建した際には尾張藩の管理する木曾檜を用材とした。また、慶勝が作らせた折りたたみ式茶室の「御席屏風」を拝領し、徳川美術館に寄贈された広間席以外は現在も寺宝として所蔵する。

### 近代
京都・法光寺の末寺であったが明治維新を経て東本願寺の末寺となった。1919年（大正8年）、火災によって太子堂と松涛庵を除く全ての堂宇を焼失。1923年（大正12年）、竹中工務店によって本堂が再建されている。1945年（昭和20年）の名古屋大空襲で円頓寺界隈も多くが焼失したが、当寺は被害を免れた。
2008年の平成20年8月末豪雨で太子堂が被害を受けたことから約100年ぶりに改修が行なわれ、2009年（平成21年）11月から月1回の公開が行なわれた。その後は年4回公開となっている。

## 建造物
- 本堂 - 1923年再建の入母屋造本瓦葺。[6]
- 太子堂 - 文化元年（1804年）に建てられた二畳台目茶室[1]。奈良の元興寺五重塔の古材を用いたと伝わる[8]。
- 松涛庵 - 京都の銀閣寺余材を使って建てられたと伝わる六畳台目数寄屋造の茶室[1]。

## 宝物
- 聖徳太子木像[1]
- 紙本墨色達磨像[1]
- 半身達磨像画像[1]
- 御席屏風（小間・寄り付き）[4]